# James Wellwood Mushet
James Wellwood Mushet (1882-1954) était un homme politique d'Afrique du Sud, membre du parti sud-africain puis du parti uni, membre du parlement (1920-1921, 1938-1953) et ministre des postes (1945-1947) et du développement économique (1948) dans le gouvernement de Jan Smuts.
Né en Écosse, J.W. Mushet émigre en Afrique du Sud en 1899 où il fonde sa propre entreprise. En 1912, il épouse Alice Henrietta Elizabeth Findlay, nièce de l'écrivain Olive Schreiner.
Il est élu au parlement de l'Union de l'Afrique du Sud en 1920 comme candidat du parti sud-africain dans la circonscription de Liesbeek contre Charles Pearce, le candidat du parti travailliste, mais il démissionne en juin 1921 et ne se représente pas lors des élections anticipées du 8 septembre 1921. Il ne revient au parlement qu'en 1938 lorsqu'il est élu dans la circonscription de Maitland puis réélu en 1943 et 1948 dans celle de Vasco.
Membre du gouvernement sud-africain de 1945 à 1948, il est le président du parti uni dans la province du Cap de 1948 à 1951.
Il est mort le 31 mai 1954.